# Cadillac en Fórmula 1
El fabricante de automóviles estadounidense General Motors ingresará a la Fórmula 1 bajo la marca Cadillac como «Cadillac Formula 1 Team», a partir de la temporada 2026, y está previsto que se convierta en fabricante de motores a partir de la temporada 2028.

## Historia
En enero de 2023, General Motors anunció su intención de inscribir a la marca Cadillac en la Fórmula 1 en colaboración con Andretti Global. La medida fue aprobada por la FIA pero rechazada por Formula One Group.
La Fórmula 1 anunció el 25 de noviembre de 2024 que General Motors ingresaría al campeonato como constructor en 2026 bajo la marca Cadillac, y entraría como proveedor de motores en 2028. Stefano Domenicali, afirmó que su compromiso con este proyecto era una «demostración importante y positiva de la evolución de nuestro deporte». GM confirmó que el campeón del Campeonato Mundial de Fórmula 1 de 1978, Mario Andretti, formará parte del consejo directivo. En el mes de diciembre, Ferrari anunció su asociación multianual con Cadillac como suministrador de motores del equipo estadounidense.

## Resultados

### Fórmula 1

#### Como motorista
(Clave) (negrita indica pole position) (cursiva indica vuelta rápida)

| Año     | Escudería      | Chasis       | Motor           | Neu. | Pilotos         | 1   | 2   | 3   | 4   | 5   | 6   | 7   | 8   | 9   |
| ------- | -------------- | ------------ | --------------- | ---- | --------------- | --- | --- | --- | --- | --- | --- | --- | --- | --- |
| 1952    | Calvin Connell | Kurtis Kraft | Cadillac 4.5 V8 | F    |                 | SUI | 500 | BEL | FRA | GBR | GER | NED | ITA |     |
| 1952    | Calvin Connell | Kurtis Kraft | Cadillac 4.5 V8 | F    | Johnny Fedricks |     | DNQ |     |     |     |     |     |     |     |
| 1953    | Calvin Connell | Kurtis Kraft | Cadillac 4.5 V8 | F    |                 | ARG | 500 | NED | BEL | FRA | GBR | GER | SUI | ITA |
| 1953    | Calvin Connell | Kurtis Kraft | Cadillac 4.5 V8 | F    | Bill Homeier    |     | DNQ |     |     |     |     |     |     |     |
| Fuente: |                |              |                 |      |                 |     |     |     |     |     |     |     |     |     |